# Klášter svaté Alžběty (Schaan)
Klášter svaté Alžběty v Schaanu (německy Kloster St. Elisabeth) je poměrně mladý klášter ctitelek krve Kristovy v lichtenštejnském městě Schaan, v ulici Duxgass č. 55.

## Historie
Klášter se nachází ve městě Schaan (ve volebním obvodu Oberland) a v současné době zde žije 15 sester. vznikl v letech 1934/1935. V letech 1942 až 1946 zdejší sestry vedly dívčí gymnázium a v letech 1946 až 1976 vyšší dívčí školu.
Od roku 1976 v prostorách kláštera sídlí také reálka.